# Vladimir Muljević
Vladimir Muljević (Zagreb, 14. veljače 1913. – Zagreb, 26. veljače 2007.), bio je prof. emeritus, prvi hrvatski doktor elektrotehničkih znanosti i pionir elektrotehnike i računarstva. Počasni član HAZU, po majci Smiljančanin.

## Životopis
Potomak stare požeške obitelji, najstariji hrvatski humboltovac, i prvi hrvatski doktor elektrotehničkih znanosti, osnivač je i 30-godišnji predstojnik Zavoda za automatiku i računalno inženjerstvo Fakulteta elektrotehnike i računarstva u Zagrebu. Nakon diplomiranja za elektrostrojarskog inženjera na zagrebačkom Tehničkom fakultetu (1939) i stjecanja akademskoga stupnja doktora tehničkih znanosti (s temom vezanom za poboljšanje asinkronih elektromotora Nikole Tesle, "Pojava nadvalova u krletkastim rotorima s velikim brojem utora") na bečkoj Tehničkoj visokoj školi (1944) svoj je znanstveni vijek od 1949. godine, profesor Muljević proveo na zagrebačkom Elektrotehničkom fakultetu, kojemu je bio i dekan. Na fakultetu je osnovao Zavod za automatiku i računalno inženjerstvo, potaknuo je osnivanje seminara JUREMA (danas KOREMA) i desetak godina bio njegov predsjednik, pokretač je i glavni urednik časopisa Automatizacija i Hrvatsko sveučilište, pokretač je i organizator Tehničke enciklopedije Leksikografskoga zavoda u Zagrebu i član prvoga redakcijskoga odbora, jedan je od utemeljitelja Tehničkoga muzeja u Zagrebu, jedan je od pokretača i prvi predsjednik Zajednice diplomiranih inženjera Elektrotehničkog fakulteta u Zagrebu "Alma Matris Alumni Croatiae ETF Zagreb" (AMAC-a). 
Kruna je njegova rada zacijelo impresivna bibliografija radova: objavio je oko 450 znanstvenih i stručnih priloga, knjiga, udžbenika i sveučilišnih skripata, a sastavio je, objavio ili uredio i nekoliko rječnika iz područja mjerenja, automatske regulacije i automatizacije.

### Posljednje godine
Posljednje godine svoga plodnog života Muljević je posvetio istraživanju povijesti tehnike, poglavito elektrotehnike,  te usustavljanju hrvatskog elektrotehničkog nazivlja, završavajući golemi projekt Hrvatsko-njemačkog rječnika elektrotehničkog nazivlja (Školska knjiga, 2001.). Dobar je dio istraživanja povijesti tehničkih znanosti u Hrvata posvetio je i njezinim velikanima, poglavito Faustu Vrančiću i Nikoli Tesli, ali i onima koje poznaje tek uži krug stručne javnosti, poput Ivana Krstitelja Rabljanina i Josipa Jurina. O svakomu je od njih strpljivo prikupljao podatke i objavio ih kao znanstvenopopularne knjige. Povodom obilježavanja 150-godišnjice rođenja Nikole Tesle, u Tehničkom muzeju u Zagrebu predstavljena je preštampana doktorska disertacija prvog doktora tehničkih nauka u Hrvata, prof. Vladimira Muljevića, koji je još prije 63. godine, samo godinu dana od Tesline smrti u Americi, doktorirao na bečkom sveučilištu na temi poboljšanja rada asinkronih motora Nikole Tesle, čime je među prvima u svijetu uočio Teslinu genijalnost, i usudio se o njoj pisati u Beču 1944. godine. (Tesla je tada bio američki državljanin, a Beč okupiran od strane Nijemaca).

## Djela
Nepotpun popis: 
- Teorija automatske regulacije, Sveučilište u Zagrebu, Elektrotehnički fakultet, Zagreb, Sv. 1/1 : 1972. Sv. 3/1 : 1980.
- Ljevač zvona i topova Ivan Krstitelj Rabljanin, SIZ za kulturu općine, Rab, 1990.
- Ekspedicija Varaždinca Ferdinanda Konšćaka D. I. od Donje Kalifornije do rijeke Kolorado 1746. godine, Art Studio Azinović, Zagreb, 1996.
- Elektrotehnički rječnik njemačko-hrvatski, Školska knjiga, Zagreb, 1996.
- Faust Vrančić: prvi hrvatski izumitelj, Hrvatska zajednica tehničke kulture, Zagreb, 1998.
- Telegrafija: kronologija razvitka u svijetu i u Hrvatskoj, Hrvatska zajednica tehničke kulture, Zagreb, 1998.
- Elektrotehnika: kronologija razvitka u Hrvatskoj, Hrvatska zajednica tehničke kulture, Zagreb, 1999.
- Ivan Krstitelj Rabljanin: slavni hrvatski ljevač, Hrvatska zajednica tehničke kulture, Zagreb, 1999.
- Elektrotehnički rječnik hrvatsko-njemački, Školska knjiga, Zagreb, 2000. (suautor Željko Horvatić, hrvatsko nazivlje Mijo Lončarić)[2]
- Nikola Tesla: slavni izumitelj, Hrvatska zajednica tehničke kulture, Zagreb, 2000.
- Baloni i zračni brodovi u svijetu i Hrvatskoj, Graphis, Zagreb, 2003.
- Razlikovni rječnik srpskoga i hrvatskoga elektrotehničkog nazivlj, Graphis, Zagreb, 2004.
- Josip Lončar: velikan hrvatske elektrotehnike, Hrvatska zajednica tehničke kulture, Zagreb, 2004.
- Ferdinand Kovačević: prvak telegrafije u Hrvatskoj, Hrvatska zajednica tehničke kulture, Zagreb, 2005.
- Englesko-hrvatski elektrotehnički rječnik = English-Croatian dictionary of electrical engineering, Školska knjiga, Zagreb, 2009.

## Nagrade i počasti
- 1988.: Republička godišnja nagrada "Fran Tućan"
- 1996.: Državna nagrada tehničke kulture "Faust Vrančić" za životno djelo
- 2001.: proglašen je počasnim građaninom Požege
- počasni doktorat Sveučilišta u Rostocku, Njemačka
- počasno članstvo u Hrvatskoj akademiji tehničkih znanosti